# أولاد احمد بن محمد (أولاد احمد بن محمد)
أولاد احمد بن محمد هو دُوَّار يقع بجماعة مستغمر، إقليم تاوريرت، جهة الشرق في المملكة المغربية. ينتمي الدوّار لمشيخة أولاد احمد بن محمد التي تضم 3 دواوير. يقدر عدد سكانه بـ 42 نسمة حسب الإحصاء الرسمي للسكان والسكنى لسنة 2004.

## روابط خارجية
- البوابة الوطنية للجماعات الترابية
- المندوبية السامية للتخطيط